# Тремља
Тремља (блр. Трэмля; рус. Тремля) белоруска је река и лева притока реке Припјат.
Извире код села Раманишчи у Октобарском рејону Гомељске области, тече преко Калинкавичког, Петрикавског и Мазирског рејона где се улива у реку Припјат на око 3 km западно од села Михнавичи.
Укупна дужина водотока је 80 km, површина сливног подручја 769 km², а просечан проток у рејону ушћа око 2,92 m³/s.
Под ледом је од средине децембра до средине марта, а највиши водостај је почетком пролећа. Готово целокупно речно корито и обала реке Тремље су каналисани.